# Кадук малий
Кадук малий (Myrmotherula minor) — вид горобцеподібних птахів родини сорокушових (Thamnophilidae). Ендемік Бразилії.

## Опис
Довжина птаха становить 9 см, вага 6 г. Самець сірий, нижня частина тіла світло-сіра, на горлі і грудях чорна пляма. Покривні пера крил чорні з білими кінчиками, хвіст чорний, на кінці білий. Тім'я самиці сіре, нижня частина тіла оливково-коричнева, крила і хвіст рудувато-коричневі, покривні пера крил мають жовтувато-коричневі края, горло білувате, щоки сірі.

## Поширення і екологія
Жовточереві кадуки поширені на південно-східному узбережжі Бразилії, від південного сходу Баїї на півночі до крайнього північного сходу Санта-Катарини на півдні. Це рідкісний птах, який живе в підліску і середньому ярусі бразильського атлантичного лісу на висоті до 800 м над рівнем моря. Віддають перевагу первинним лісам.

## Збереження
МСОП вважає цей вид вразливим. йому загрожуує знищення природного середовища. Популяцію малих кадуків оцінюють в 3500-15000 птахів.